# Егпер (Рона)
Егпер (фр. Aigueperse (Rodan)) је насељено место у Француској у региону Рона-Алпи, у департману Рона.
По подацима из 2011. године у општини је живело 243 становника, а густина насељености је износила 18,76 становника/km².

## Демографија
| 1962. | 1968. | 1975. | 1982. | 1990. | 2011. |
| ----- | ----- | ----- | ----- | ----- | ----- |
| 423   | 388   | 360   | 267   | 240   | 243   |